# CYP4Z1
CYP4Z1‏ (Cytochrome P450 family 4 subfamily Z member 1) هوَ بروتين يُشَفر بواسطة جين CYP4Z1 في الإنسان.